# Точнабель (Мазовецьке воєводство)
Точнабель (пол. Tocznabiel) — село в Польщі, у гміні Обрите Пултуського повіту Мазовецького воєводства.
Населення — 64 особи (2011).
У 1975-1998 роках село належало до Остроленцького воєводства.

## Демографія
Демографічна структура станом на 31 березня 2011 року:
|          | Загалом | Допрацездатний вік | Працездатний вік | Постпрацездатний вік |
| -------- | ------- | ------------------ | ---------------- | -------------------- |
| Чоловіки | 33      | 7                  | 22               | 4                    |
| Жінки    | 31      | 2                  | 20               | 9                    |
| Разом    | 64      | 9                  | 42               | 13                   |